# 영해문화유산연구원
영해문화유산연구원은 대한민국 문화유산(유․무형문화재) 및 매장문화재의 조사연구, 보호, 보존관리 및 그 활용을 통해 민족문화를 전승보급하고, 문화재의 총체적 보급관리 체제의 확립을 목적으로 2009년 3월 18일 설립된 문화체육관광부 소관의 재단법인이다. 사무실은 전라남도 나주시 성북2길 8 (성북동)에 있다.

## 주요 사업
- 문화유산의 보존, 보급, 선양
- 문화유산에 대한 지표․시굴․발굴조사, 수장, 보존․관리, 보수, 복원
- 문화유산 관련 조사연구 학술보고서 발간, 기타 학술사업과 연구서 발간
- 전통문화와 문화재에 관련한 전문인력 양성을 위한 교육 및 지원사업, 사회교육
- 문화유산 관련 문화 콘텐츠의 연구․개발 및 서비스
- 문화유산 관련 학술행사 개최 및 지원사업